# Милош Керкез
Милош Керкез (роден на 7 ноември 2003 г. във Върбас, Сърбия), е сръбски футболист от унгарски произход, който играе като защитник за английския ,,Ливърпул‘‘ и унгарския национален отбор.
От 26 юни 2025 г. играе за „Ливърпул“, като трансферната сума се оценява на около 40 милиона паунда.